# БН-350

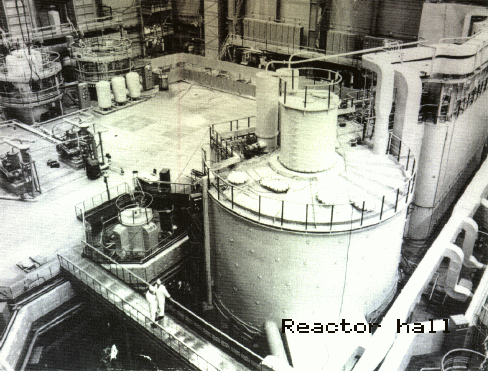
Реактор на швидких нейтронах БН-350 і опріснювальна установка розташовані на березі Каспійського моря. Колишня установка могла б генерувати 350 МВт та забезпечувати парою для пов’язаної опріснювальної установки. Вигляд інтер'єру реакторного залу.

БН-350 — перший у світі досвідно-промисловий енергетичний реактор на швидких нейтронах з натрієвим теплоносієм. Введений в експлуатацію 16 липня 1973 року в м. Шевченко (тепер Актау, Казахстан).
Еквівалентна електрична потужність – 350 МВт. Фактична - 150 МВт.
Ще 100 МВт йшло на опалення і 100 МВт на опріснення води (1,4 м³ на сек., 120 000 м³ на добу, 48,8 млн м³ на рік).
Паливом служить двоокис урану.
Реактор зупинено у 1999, пропрацювавши з 1973 року. Закриття пов'язане з виділенням США коштів на нове опріснювальне та опалювальне обладнання, а також утилізацією палива, що залишилося.
На сьогоднішній день реакторна установка БН-350 входить до складу «Мангістауського атомно-енергетичного комбінату».
Утримання реактора БН-350 входить до статті витрат у тарифі за електроенергію. Вартість підтримки реактора БН-350 в Актау становить 1,2 млрд тенге на рік.